# Ernst Wossidlo
Ernst Wossidlo (* 3. November 1884 in Stettin; † 29. September 1973 in Rostock) war ein deutscher Baumeister und Bildhauer.

## Leben
Der Kaufmannssohn begann im Mai 1914 mit 29 Jahren ein Bildhauerstudium bei Balthasar Schmitt an der Akademie der Bildenden Künste München (Matrikelnummer 5419). Weitere Studien führten ihn an die Kunstschule Charlottenburg und die Kunstakademie Dresden.
Wossidlo war als Tierbildhauer aktiv. In den 1920er Jahren gab es in Dresden eine fruchtbringende Zusammenarbeit mit Curt Siegel. So entstanden mehrere Plastiken mit Menschen (Siegel) und Tieren (Wossidlo). In Rostock schuf er mit Paul Wallat den Terrakottaschmuck für die Giebelflächen der neuerbauten Wohnhäuser im Komponistenviertel. Im Januar 1944 wurde er stellvertretender Vorsitzender des Mecklenburgischen Künstlerbundes, dem Paul Wallat als einer der Begründer vorstand.

## Werke
- Sportmädel, 1929, Terrakotta[1][7]
- Sibirischer Tiger, 1934, Holz
- Streitroß, 1935, Terrakotta

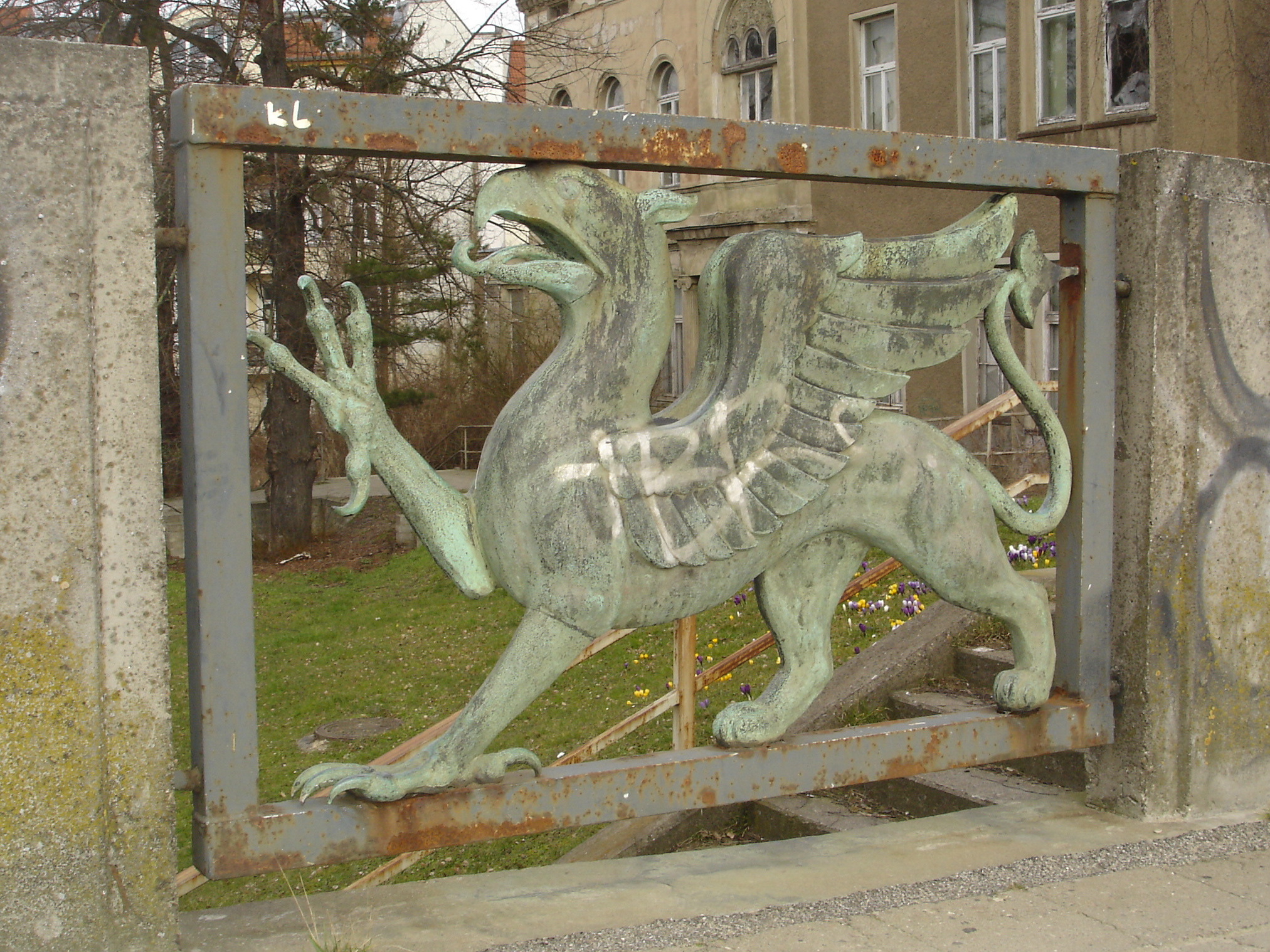
Greif, 1930er, Rostock

- Delfinbrunnen, 1938, Rostocker Rosengarten
Der umgangssprachlich auch „Verbotene Liebe“ genannte Brunnen – eine männliche Figur umarmte einen bzw. rang mit einem wasserspeienden Fisch, umgeben von sechs wasserspeienden Delphinen und Fischen – existiert seit den 1950er Jahren nur noch aus der Brunnenschale aus Kalkstein. Die Skulpturen des zur NS-Zeit aufgestellten Brunnens wurden in der neuen Zeit zerstört.[8]

Ein in der Rostocker Marienkirche befindliches Denkmal des Bildhauers Walter Rammelt für die im Ersten Weltkrieg Gefallenen der Gemeinde entsprach in der NS-Zeit nicht mehr dem Zeitgeschmack und sollte umgearbeitet werden. Bevor es dazu kam, wurde das Denkmal 1937 als „entartet“ eingestuft; mehrere Figuren wurden deshalb entfernt. Wossidlo sollte zeitgemäße Ergänzungen durchführen, allerdings kam es infolge Geldmangels der Gemeinde nicht mehr dazu.
Neben Tierplastiken schuf er eine Bildnisbüste des mecklenburgischen Volkskundlers Richard Wossidlo. Mehrere Arbeiten Wossidlos sind im Besitz des Stadtmuseums und der Stadt Rostock.